# Hemicyclops australis
Hemicyclops australis är en kräftdjursart som beskrevs av Nicholls 1944. Hemicyclops australis ingår i släktet Hemicyclops och familjen Clausidiidae. Inga underarter finns listade i Catalogue of Life.